# Leninovy sady
Leninovy sady (dříve zahrada Německého domu, poté Slovanská zahrada) jsou park v Českých Budějovicích, který se rozkládá při pravém břehu řeky Malše mezi současnými ulicemi Dukelská a Jirsíkova. Historicky souvisí se současným DK Slávie.

## Pojmenování
Původně byla zelená plocha označována jako zahrada Německého domu, po druhé světové válce Slovanská zahrada. Svaz ČSP později doporučil změnit název na Leninovy sady, což podpořil i propagační referent. Dne 21. ledna 1949 usnesením rady Městského národního výboru došlo k oficiálnímu přejmenování podle předloženého návrhu. Zavedení názvu Leninovy sady 2. února 1949 ve stejnojmenném článku oznámilo Svobodné slovo, později také, společně s dalšími změnami schválenými v roce 1949, o něm ve svém prohlášení publikovaném v regionálním tisku (Jihočeská Pravda, Palcát) informoval předseda Jednotného národního výboru František Mládek. Existenci názvu v roce 1998 připomněla kniha Ulicemi města Českých Budějovic, znovu jej připomněly Noviny českobudějovické radnice v roce 2008 nebo autoři historické studie o DK Slávie zpracované pro městský Odbor územního plánování a architektury. Název je stále platný, nebyl změněn, ani zrušen. Po zrušení čestného občanství Valentině Těreškovové v květnu 2022 navrhl zastupitel města Šimon Heller sestavit komisi, která by se zaobírala revizí dalších čestných občanství a pojmenování. Jako příklad stále platného oficiálního pojmenování, kterým by se měla komise zabývat, uvedl Leninovy sady. Tyto změny již nebyly během mandátu tehdejšího vedení radnice realizovány. Podle názoru Dagmar Škodové Parmové, která se stala primátorkou města v říjnu 2022, nebyl název Leninovy sady nikdy uveden do praxe, nepoužíval se, je dávno zapomenut a není tedy co přejmenovat.
Termín Park kultury a oddechu, který se používal po roce 1962, se vztahoval k budově. Novodobě se lze setkat s neoficiálními názvy jako park na nábřeží Malše, který zmiňuje Encyklopedie Českých Budějovic, a od roku 2019 park Dukelská nebo park v Dukelské ulici, který je používán v souvislosti s plánem revitalizace, ovšem již pouze pro část původní zahrady (úsek po Krumlovský most, tedy jižní část ležící mimo městskou památkovou rezervaci).

## Historie
Parcela se rozkládala za městskými hradbami, kde do roku 1870 byla jen louka se zbytky ravelinu barokního opevnění. Kolem hradeb procházela cesta nazývaná Am Zwinger, vycházející ze Senovážného náměstí.
Vznik parku se váže ke stavbě Německého domu (dnes kulturní dům Slávie). V říjnu 1869 vznikl Spolek pro výstavbu Německého domu, v lednu 1870 se rozhodlo o zahájení finanční sbírky. Skončila v lednu 1871 a z výtěžku byly pořízené pozemky na pravém břehu Malše. Společně s Německým domem (předán 23. prosince 1872) vznikla na přilehlých pozemcích zahrada. Původně nabízela zahradní restauraci, verandu, přírodní amfiteátr s lavičkami, letní cvičiště, půjčovnu loděk a mezi lety 1877–1888 říční plovárnu. Od budoucí Dukelské ulice ji oddělovala plná zeď, u divadla ji lemoval litinový plot s dvojicí bran. V roce 1876 byla zahrada osázena stromy a upravena v romantickém duchu. Roku 1888 poškodila park povodeň, jejíž následky formou fotoreportáže zdokumentoval českobudějovický fotograf Josef Woldan.

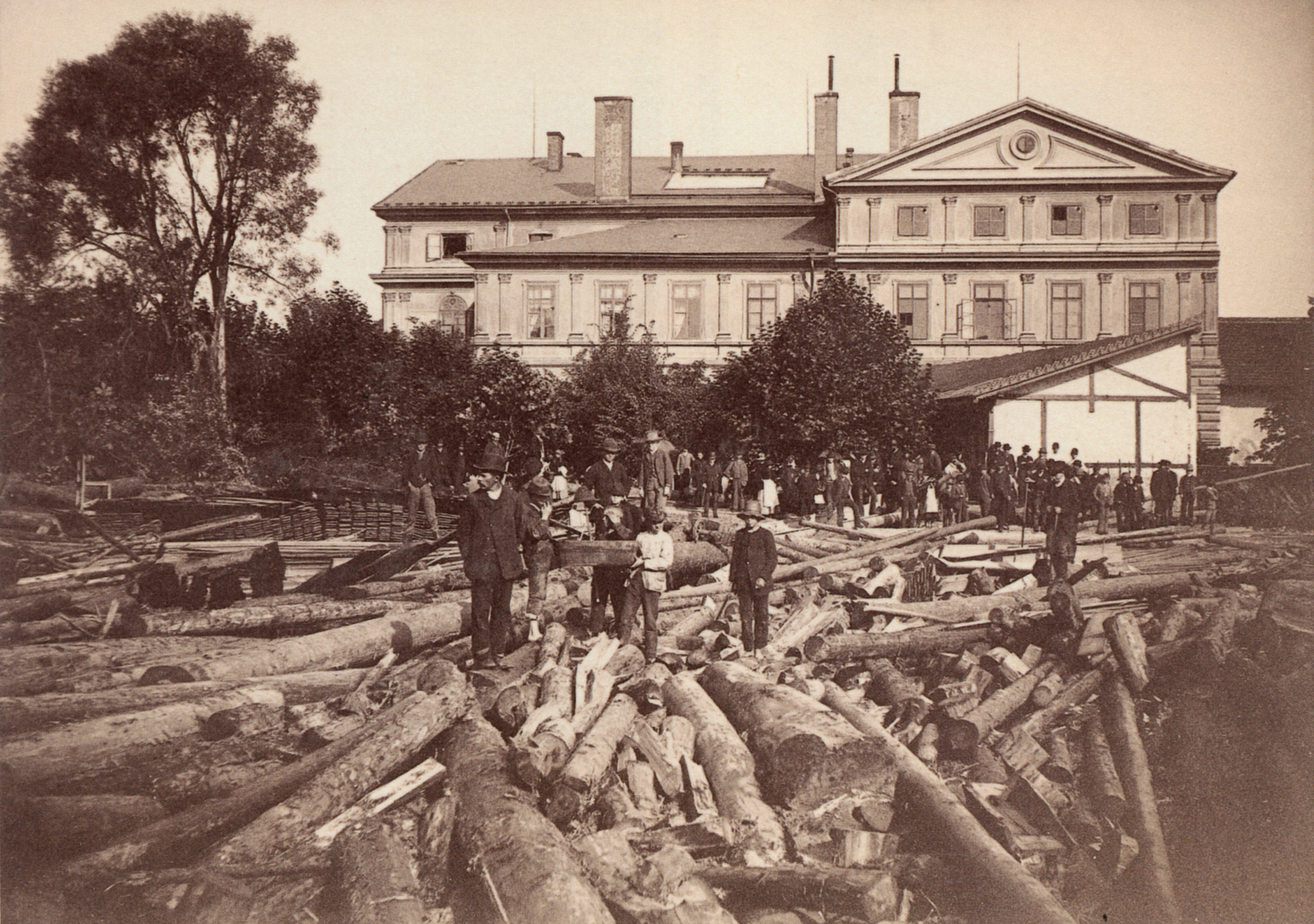
Zahrada Německého domu po povodni 1888

Původní koncept zahrady částečně narušila vznikající Dukelská ulice na počátku 20. století. Roku 1906 byla ulice potvrzena oficiálním pojmenováním (Josefa Tascheka), v letech 1910 až 1930 vzniklo v linii muzea pět školních budov, které určily další směr ulice podél zahrady.
Později Německý dům využívala Sudetendeutsche Partei a za druhé světové války také NSDAP. Ideovému programu se podřídilo i využití zahrady. Zhruba mezi lety 1939–1945 sloužila jako symbolický hřbitov, kde byly vztyčovány dřevěné kříže za německé padlé.
Označení Slovanská zahrada souviselo s novým pojmenováním budovy Slovanský dům. K přejmenování došlo 6. září 1947 za přítomnosti Rudolfa Slánského, kdy tuto skutečnost přednesl poslanec Rudolf Bureš. Název Slovanský dům je písemně doložen například v roce 1949 ve zprávě z V. Sjezdu krajské konference KSČ. V témže roce došlo k odstranění klasicistního plotu s bránou a dalších cenných prvků – zahrada byla transformována ve veřejný park. Roku 1954 se otevřel Dimitrovův (dnes Krumlovský) most, který propojil Lidickou třídu se Senovážným náměstím. Tím zároveň oddělil podstatnou část Slovanské zahrady od Slovanského domu. Protože byl most projektován na stoletou vodu, zůstaly dům i zahrada pod úrovní silnice. V letech 1949 až 1960 fungovala u parku v Jirsíkově ulici frekventovaná trolejbusová zastávka. Roku 1960 došlo k odklonu hromadné dopravy na Krumlovský most.
Roku 1993 byla v parku mezi DK Slavie, Jihočeským muzeem a hereckými domy postavena stálá venkovní divadelní scéna (dřevěné jeviště s hledištěm).

## Revitalizace
V roce 2019 začalo město České Budějovice shromažďovat podklady, na jejichž základě by připravilo projekt revitalizace „parku Dukelská“. V květnu byla vypsána veřejná zakázka, v červnu proběhly diskuze s občany, v období letních prázdnin došlo na zpracování návrhů, v září k vyhodnocení, v říjnu k představení veřejnosti a v listopadu se s vítězem (ateliér Rusina a Frei) podepsala smlouva. Město hodnotilo tři zásadní kritéria: zachování vzrostlých stromů, přístup k vodě a oddělení pěších a cyklistické dopravy. V roce 2020 má být zpracován projekt, roku 2021 se začne s realizací, která by měla být hotová do dvou let. V roce 2022 bylo oznámeno, že v rámci revitalizace bude vykáceno 17 keřů a 18 stromů, z nichž nejstarší pamatuje založení parku. V reakci na to vznikla petice proti odstranění stromů.

## Galerie

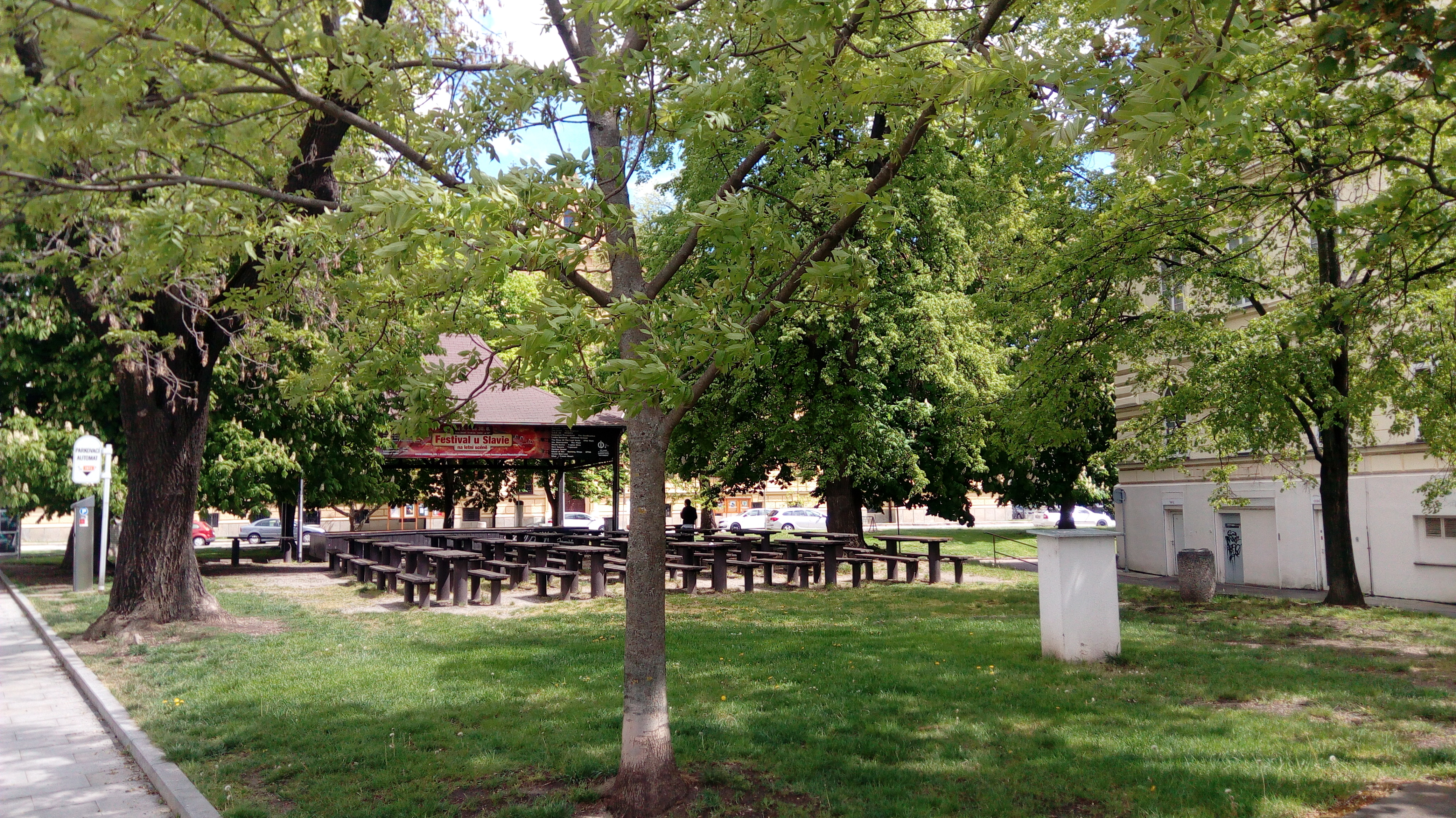
U KD Slavie
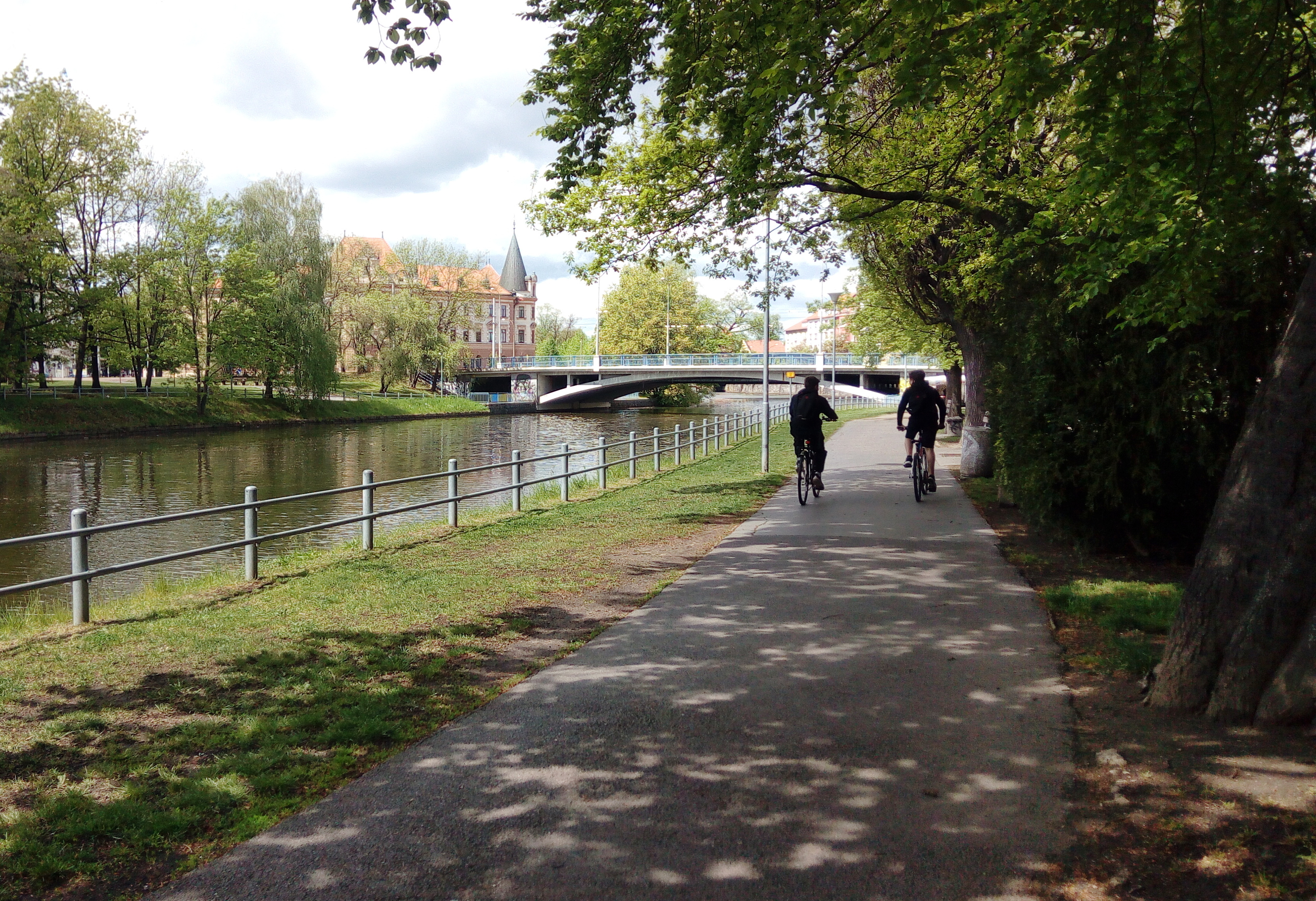
Parkem vede cyklostezka
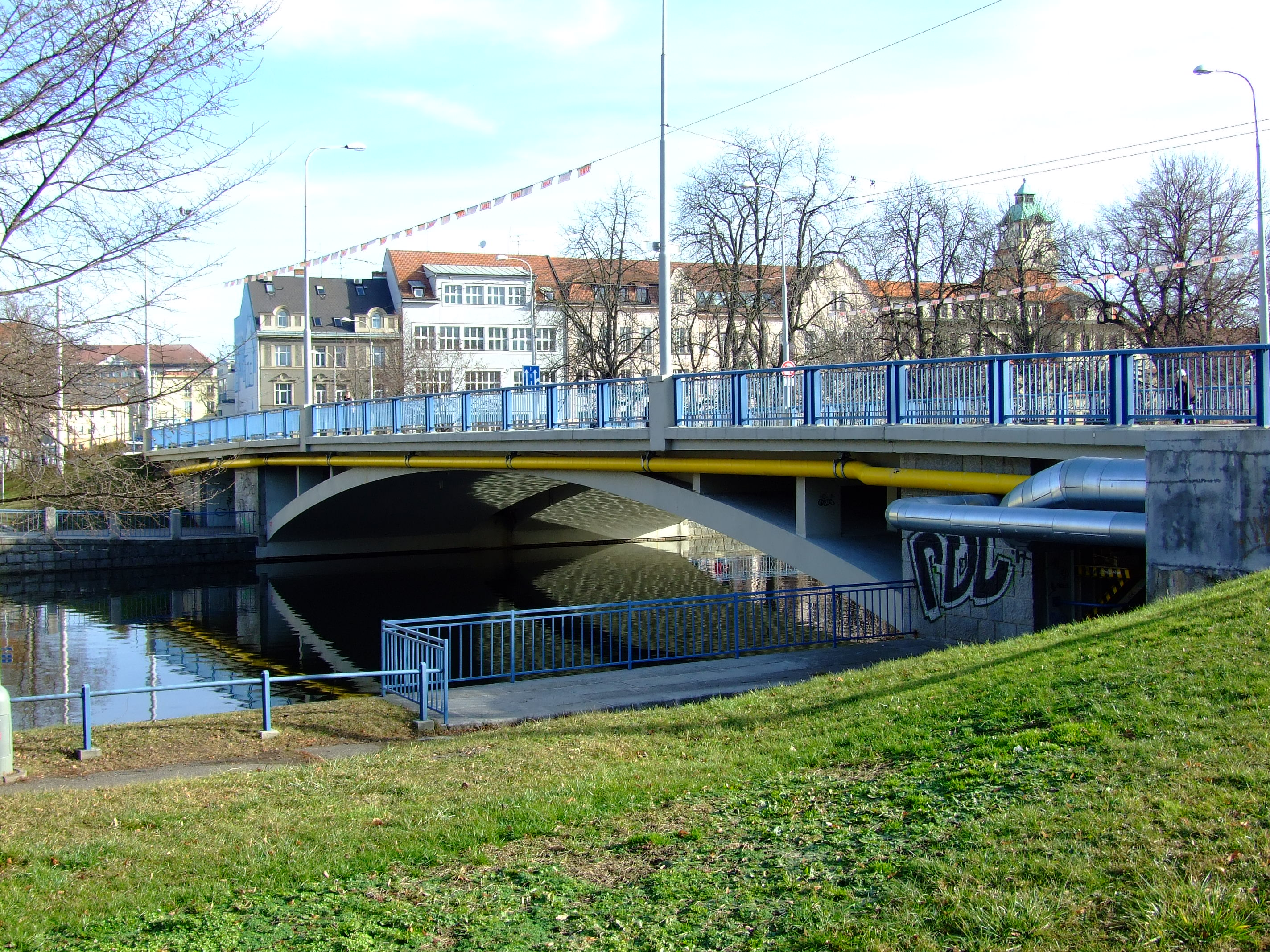
Nábřeží Malše s Krumlovským mostem
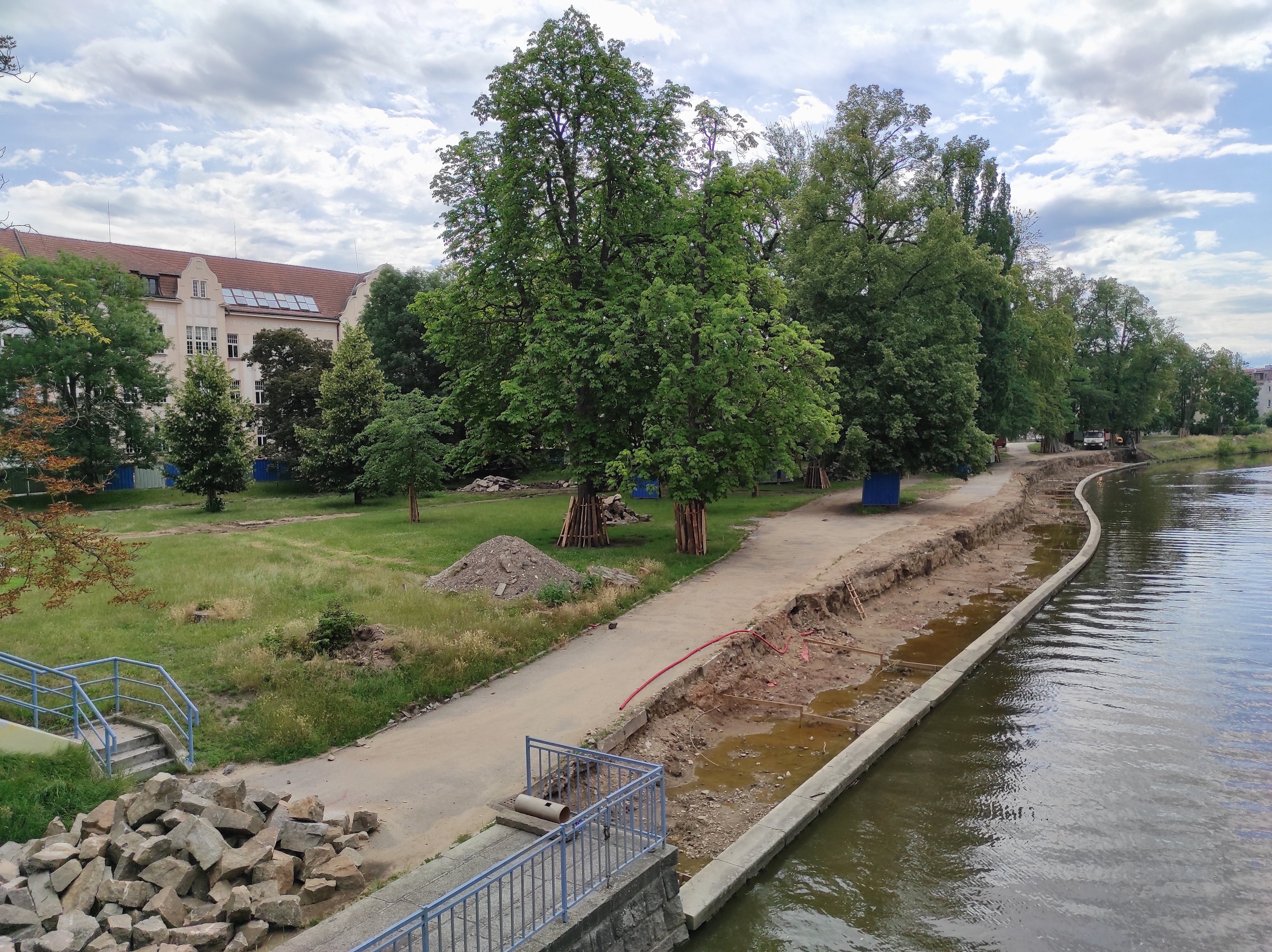
Revitalizace – stav v červenci 2022
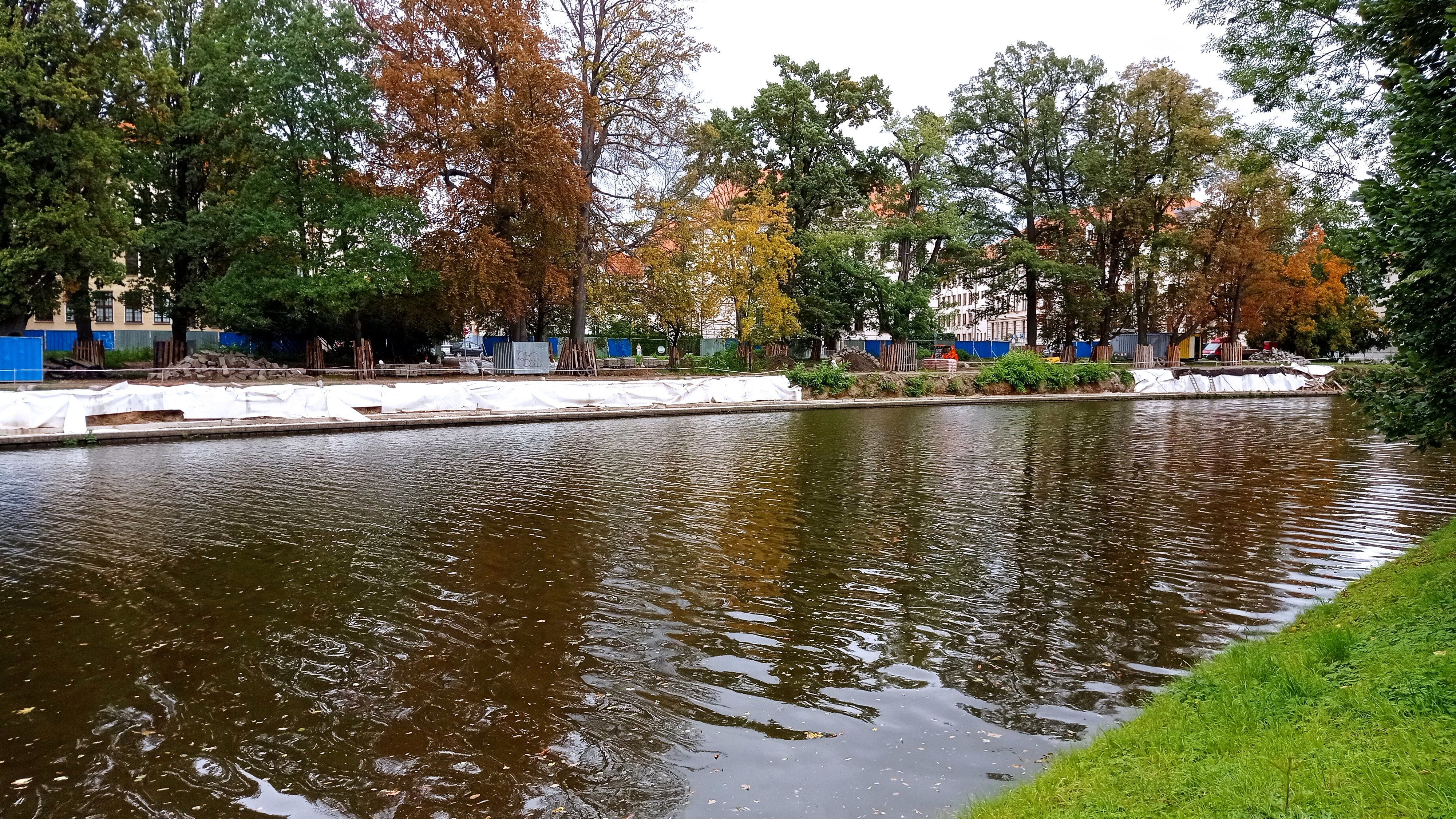
Nově vybudovaná náplavka v říjnu 2022